# タンマサート大学
タマサート大学（タイ語: มหาวิทยาลัยธรรมศาสตร์, 英語：Thammasat University、TU）はタイ王国に1934年に設立された国立大学である。国内ではタイ最古のチュラーロンコーン大学に次ぐ歴史を持つ。特に「タマサート」（法学）の名称が示す通り、設立時から伝統のある法学部・経済学部・政治学部などの人文社会科学系に強く、国内の多数の政治家・法曹を輩出している。1960年代から大学の国際化を推進しており、欧米を含む多くの海外留学生を受け入れている。

## 概要
旧称はมหาวิทยาลัยวิชาธรรมศาสตร์และการเมืองで日本語では法学大学と呼ばれていた。タイが王政から民主主義体制へと移行した2年後の1934年6月27日に法学者であり首相、元老などを務めたプリーディー・パノムヨンによって創設された。タイで最も歴史のあるチュラーロンコーン大学に次ぐ伝統を有する国立大学で王宮の近くに所在する。チュワン元首相をはじめとして各界の多くの著名人を輩出している。　
設立当初はタマサート学士一コースで「タマサート」の名前の通り、法学系の大学であり、法学部門ではタイ国内の権威とされている。また、人文学などの講義も行われている。文系の大学として知られていたが、1980年代以降、国内の経済発展により国内が慢性的な人材不足に陥ったため、タマサート大学は理系のコースも設置するようになった。
人民党出身であり、自由タイメンバーも努めたプリーディーが設置したこともあり、ラーマ6世（ワチラーウット）によって設置された保守的なチュラロンコーン大学に比べ、民主化思想の傾向を持つ大学であった。1947年移行の軍事政権下では反体制的運動の中心的存在となり、10月学生決起などを引き起こした。プリーディーをはじめとして多くの大学関係者が海外へ亡命し、大学の財産は差し押さえられ、国立大学化させられた。
1962年文学部が設置されると、入学後一年間は一般教養科目の履修が必須となり、民主主義についても学ぶようになった。その結果、学生の多くがタイの社会問題を考えるようになり、農村などへ出かけて民主主義の啓蒙活動を行うようになった。こうしたことが積み重ねられ軍事独裁に反対する勢力が拡大していった。このような社会の動きが1973年10月14日、タマサート大学の学長サンヤー・タンマサックを首相に押し上げ、軍事政権から民主主義国家へと移行した。しかし、保守派と右翼が大学を中心とする改革派との対抗姿勢を強め、学生や改革派市民を右翼が継続的に襲撃し、1976年10月6日に頂点に達し、大学構内で多くの学生が銃撃され暴力を受け死亡した（血の水曜日事件）。周りを警察や軍隊が取り巻いていた。タイはまた軍事政権に逆戻りするが、大学ではその後も民主主義運動が継続され、1988年に再度民主化を勝ち取った。
その後も大学では、民主主義と言論の自由を重んじる校風が維持されており、伝統となっている。

## キャンパス

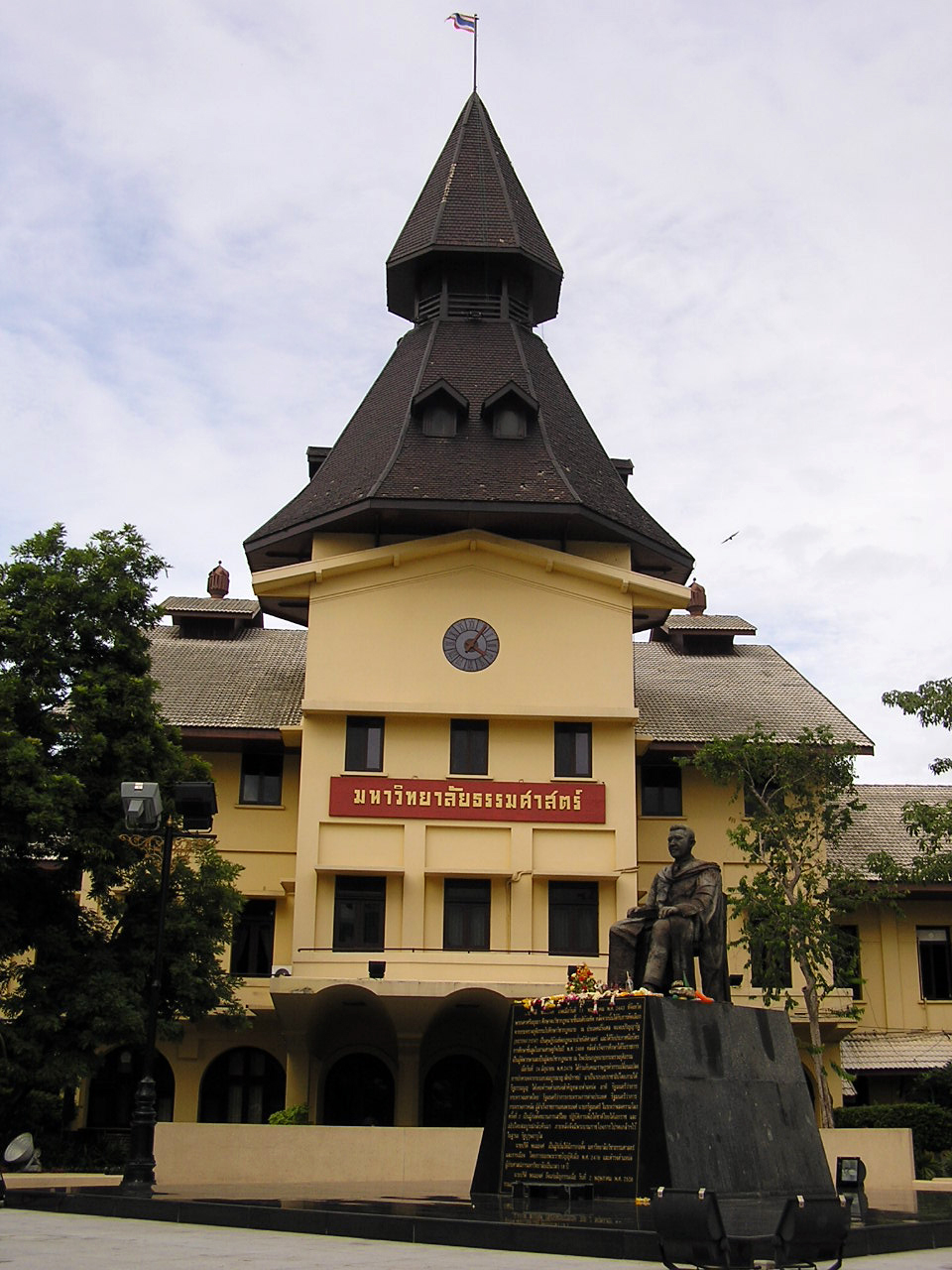
プリーディー・パノムヨン像と時計台

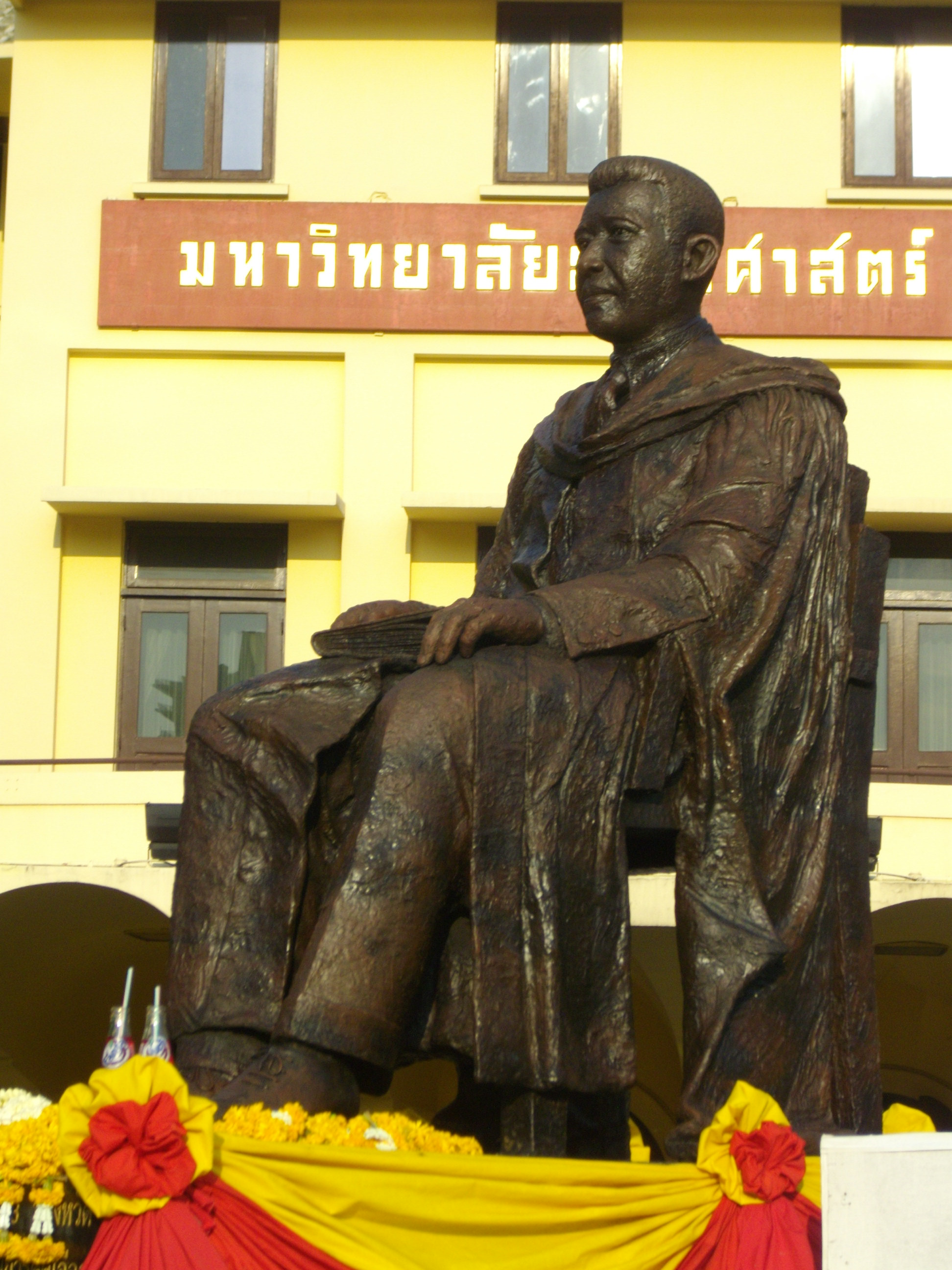
タープラチャン・キャンパスにあるプリーディー・パノムヨン像

- タープラチャン・キャンパス
バンコク都プラナコーン区にあるキャンパスである。タープラチャンキャンパスの時計台はタンマサート大学のシンボル的存在となっている。民主運動の母体となったキャンパスであり、前述の十月学生決起の舞台でもある。

- ランシット・キャンパス
パトゥムターニー県にあるキャンパス。バンコクのタープラチャンキャンパスが手狭になったため開設されたキャンパスで、学士課程の生徒のためのキャンパスとなっている。キャンパス内では毎週月曜と木曜の夕方から夜にかけてインターゾーン市場が開かれる。
バンコク都内からはロットゥー（乗合バン）が乗り入れており、戦勝記念塔からキャンパス内にあるロットゥー乗り場[3]まで約1時間、27B（2018年1月時点）。
タイ国有鉄道北本線「タマサート大学停車場」から徒歩約20分だが、停車する列車の本数が少ないため注意。

- パッタヤー・キャンパス - チョンブリー県・パッタヤー特別市

- ラムパーンキャンパス - ラムパーン県

## シンボル
- スクールカラー： 黄色と赤（シー・ルワン・デーン）
タンマサート大学グッズはこの二色で構成される。チュラロンコーン大学(スクールカラー:ピンク)との対抗試合など際にも用いられる。
- 大学章 法輪：タンマ(法)を示す。
- タープラチャンキャンパスの時計台の三角屋根（ドームと呼ばれる）
- 獅子：タープラチャンキャンパスには、一体の獅子の像が川岸にある。この獅子はもともと、二対の獅子像として製作された。しかし、もう一体は輸送の途中、川の中に沈んでしまったそうで、結局一体しか祀ることができなかった。この獅子はいまも、川の中にあるもう一体といつか会えることを願っている。そのため、この獅子には恋愛成就のご利益があるとされている。

## 学部
- 法学部　Faculty of Law
- 経済学部　Faculty of Economics
- 政治学部　Faculty of Political Science
- 社会行政学部　Faculty of Social Administration
- 社会学・人類学部　Faculty of Sociology and Anthropology
- ジャーナリズム・マスコミュニケーション学部　Faculty of Journalism and Mass Communication
- 商学部　Faculty of Commerce and Accountancy
- 教育学部　Faculty of Learning Sciences and Education
- リベラルアーツ学部　Faculty of Liberal Arts
- 理工学部　Faculty of Science and Technology
- 工学部　Faculty of Engineering
- 建築学部　Faculty of Architecture and Planning
- 医学部　Faculty of Medicine
- 歯学部　Faculty of Dentistry
- 健康科学部　Faculty of Allied Health Sciences
- 看護学部　Faculty of Nursing
- 公衆衛生学部　Faculty of Public Health
- 薬学部　Faculty of Pharmacy

## 著名な出身者
- 浅見靖仁（学者）
- アッサニー・ポンラチャン（詩人、革命家）
- アッタカーン・ウォンチャナマース（在ギリシャ大使、在福岡総領事）
- アピシット・ウェーチャチーワ（第35代タイ王国首相）
- イーグル・デン・ジュンラパン（ボクサー）
- ウィタヤーコーン・チエンクーン（詩人）
- ガームパン・ウェーチャチーワ（作家）
- クリット・タンカナラット（在アルゼンチン大使、在大阪総領事）
- サネー・ヂャーマリック（学者）
- サマック・スントラウェート（第33代タイ王国首相）
- スチャート・サワッシー（詩人）
- ソムチャーイ・ウォンサワット（第34代タイ王国首相）
- チュワン・リークパイ（第27・30代タイ王国首相）
- ナワラット・ポンパイブーン（詩人）
- 西野順治郎（実業家）
- ブアチョンプー・フォード（歌手）
- ブンシリ（俳優）
- 松尾カニタ（ラジオDJ）

芸能
- ウォンラウィー・ナティートン（Sky） - 俳優
- ジランタニン・トライラッタナヨン（Mark） - 俳優
- タナウィン・ポンチャルンラット（Winny） - 俳優
- チャナプーム・テーンウォン（Petch） - 俳優
- パークプーム・ロムサイトーン（Mile） - 俳優
- ピーラウィット・アッタチットサターポーン（Mean） - 俳優
- プーシット・ディタピシット（Fluke） - 俳優
- プッティポン・アッサラッタナクン（Billkin） - 俳優
- プローイションプー・スパサップ（Jan） - 俳優
- メータウィン・オーパッイアムカジョーン（Win） - 俳優
- ワチラウィット・パイサーングンウォン（August） - 俳優

## 日本における協定校
| 国立大学・公立大学 - 東京大学 - 京都大学 - 一橋大学 - 東北大学 - 大阪大学 - 名古屋大学 - 九州大学 - 北海道大学 - 筑波大学 - 横浜国立大学 - お茶の水女子大学 - 千葉大学 - 埼玉大学 - 神戸大学 - 大阪公立大学 - 名古屋工業大学 - 浜松医科大学 - 静岡大学 - 福井大学 - 三重大学 - 兵庫県立大学 - 岡山大学 - 香川大学 - 広島大学 - 島根大学 - 北九州市立大学 - 長崎県立大学 - 佐賀大学 - 琉球大学 - 国立工業高等専門学校 | 私立大学 - 早稲田大学 - 慶應義塾大学 - 中央大学 - 国際基督教大学 - 明治大学 - 法政大学 - 青山学院大学 - 日本大学 - 明治学院大学 - 東洋大学 - 国際大学 - 創価大学 - 神田外語大学 - 昭和女子大学 - 東京都市大学 - 神奈川大学 - 大正大学 - 鶴見大学 - 文京学院大学 - 名古屋商科大学大学院 - 同志社大学 - 同志社女子大学 - 立命館大学 - 関西大学 - 大阪工業大学 - 近畿大学 - 龍谷大学 - 関西国際大学 - 立命館アジア太平洋大学 |